# Leinonsaari
Leinonsaari är en ö i Finland. Den ligger i sjön Suontee och i kommunerna Hirvensalmi och Joutsa och landskapen  Södra Savolax och Mellersta Finland, i den södra delen av landet, 190 km norr om huvudstaden Helsingfors. Öns area är 47,1 hektar och dess största längd är 1,2 kilometer i nord-sydlig riktning.